# Boniodendron minus
Boniodendron minus là một loài thực vật có hoa trong họ Bồ hòn. Loài này được (Hemsl.) T.C.Chen mô tả khoa học đầu tiên năm 1979.